# Werner von Schwerin (jurist)
Fritz Werner August von Schwerin, född den 4 september 1849 i Borgs församling, Östergötlands län, död den 17 augusti 1908 i Vetlanda, Jönköpings län, var en svensk greve och jurist.
von Schwerin blev 1869 student vid Uppsala universitet och 1874 vid Lunds universitet, där han avlade examen till rättegångsverken 1878. Han blev vice häradshövding 1880. von Schwerin var häradshövding i Östra härads domsaga från 1891 till sin död. Han blev riddare av Nordstjärneorden 1901.